# Boureni, Transcarpatia
Boureni (în ucraineană Міжгір`я, transliterat Mijhirea, în maghiară Ökörmező) este așezarea de tip urban de reședință a raionului Boureni din regiunea Transcarpatia, Ucraina. În afara localității principale, mai cuprinde și satele Strîhalnea și Zaperedillea.

## Demografie
Componența lingvistică a așezării de tip urban Boureni
     Ucraineană (97,59%)
     Romani (1,24%)
     Rusă (1,04%)
     Alte limbi (0,1%)
Conform recensământului din 2001, majoritatea populației așezării de tip urban Boureni era vorbitoare de ucraineană (97,59%), existând în minoritate și vorbitori de romani (1,24%) și rusă (1,04%).